# Andrei Wladimirowitsch Balanow
Andrei Wladimirowitsch Balanow (russisch Андрей Владимирович Баланов; * 27. April 1976 in Tschechow) ist ein ehemaliger russischer Amateurboxer.

## Karriere
Andrei Balanow war während seiner Wettkampfkarriere rund 1,74 m groß und gewann bereits 1994 eine Bronzemedaille im Halbmittelgewicht bei den Junioren-Weltmeisterschaften in Istanbul. Er unterlag dabei im Halbfinale gegen Jorge Gutiérrez, nachdem er zuvor Rumen Sotirow und Rhoshii Wells besiegt hatte. Noch im selben Jahr wurde er zudem erstmals Russischer Meister im Weltergewicht der Elite-Klasse (Erwachsene).
1999 nahm er an den Weltmeisterschaften in Houston teil, unterlag jedoch noch in der Vorrunde gegen Dilschod Jarbekow (6:7). Auch bei der WM 2005 in Mianyang konnte er keine Medaillenplatzierung erreichen; er schlug zwar Mursit Nuraidinakan (t.K.o) und Xavier Noël (19:5), schied jedoch im Achtelfinale gegen Erislandi Lara (16:28) aus.
2006 wurde sein erfolgreichstes Jahr. Er gewann nicht nur erneut die Russischen Meisterschaften, sondern auch die Europameisterschaften in Plowdiw, wobei er Kris Carslaw (t.K.o), Bülent Ulusoy (t.k.o), Štěpán Horváth (t.K.o), Olexander Stretskii (31:11) und Spas Genow (32:12) besiegte. 2007 wurde er wieder Russischer Meister und nahm an den Weltmeisterschaften in Chicago teil. Nach Siegen gegen Olexander Stretskii (14:5) und Hosam Bakr Abdin (18:14), unterlag er erneut im Achtelfinale gegen Non Boonjumnong (12:16).
Von Februar bis April 2008 war er Teilnehmer der europäischen Olympiaqualifikationen in Italien und Griechenland. Mit Siegen gegen Bogdan Juratoni (27:7), Manuel Ernesti (24:5) und Samuel Matewosian (14:6), sowie Niederlagen gegen Jaoid Chiguer (16:24) und Billy Saunders (11:18) konnte er sich knapp für die Olympischen Spiele 2008 in Peking qualifizieren. Dort besiegte er Mujandjae Kasuto (8:5), ehe er im Achtelfinale gegen Demetrius Andrade (3:14) unterlag.
Darüber hinaus besiegte er in Länderkämpfen unter anderem Qanat Ïsläm, Noelvis Veitia, Vitalie Grușac, Demetrius Andrade, Erislandy Lara, Alfredo Angulo und Matthew Macklin.